# Данковский, Юлиуш
Юлиуш Данковский (пол. Juliusz Dankowski, 1 июля 1926, Хелм — 14 марта 2006, Варшава) — польский писатель, юрист.
Изучал право в Варшавском университете. Жил и работал в польской столице.
Автор ряда исторических бестселлеров. По повести «Узник Европы» в 1989 году режиссёр Ежи Кавалерович снял совместный польско-французский исторический художественный фильм.

## Избранные произведения
- Jeniec Europy (1982)
- Europa nie pozwoli (1988)
- Odprawa posłów tureckich (1992)